# 东北旺站
东北旺站，工程名后厂村站，是一个位于中国北京市海淀区上地街道后厂村路与唐家岭路、软件园四号路交叉口东南侧，属于北京地铁13-18北段贯通线的地铁车站，预计2025年作为13-18北段贯通线的西端终点站开通运营。

## 位置
东北旺站位于后厂村路与唐家岭路、软件园四号路交叉口东南侧。

## 历史
2023年11月30日，13号线扩能提升工程东北旺站主体结构封顶。
2025年8月18日，北京市规划和自然资源委员会发布地名公告，将本站正式命名为东北旺站。